# Tyana fuscitorna
Tyana fuscitorna är en fjärilsart som beskrevs av Max Wilhelm Karl Draudt 1950. Tyana fuscitorna ingår i släktet Tyana och familjen trågspinnare. Inga underarter finns listade i Catalogue of Life.